# Kanton Suresnes
Kanton Suresnes (fr. Canton de Suresnes) je francouzský kanton v departementu Hauts-de-Seine v regionu Île-de-France. Tvoří ho pouze město Suresnes.